# Salad Hilowle
Salad Hilowle, född 21 november 1986 i Mogadishu i Somalia, är en svensk konstnär. 
Hilowle föddes i Somalia och kom med sin familj till Sverige när han var i 7-årsåldern. De bosatte sig i Gävle där han kom att växa upp. Hilowle har studerat vid Konstfack, Linköpings universitet, Kungliga Konsthögskolan och Glendale Community College i Los Angeles. Våren 2020 avlade han masterexamen i fri konst på Kungliga konsthögskolan i Stockholm. I sin konstnärliga gestaltning utgår han ofta från dokumentära, historiska händelser. Hilowle arbetar med både video och installationer, och gav 2022 ut debutboken Halima om de sina, en fotobok som tecknar hans mormors liv. Han var Konstakademiens Bernadottestipendiat 2020 och nominerades 2022 till Dagens Nyheters kulturpris i konst/form-klassen.
Salad Hilowles första stora utställning Vanus labor visades på Konstakademien 2021 fick mycket goda recensioner och blev hans genombrott. Han har även visat separatutställningar på Kulturhuset i Stockholm (Publikt 2021), Länsmuseet i Gävle (Homecoming, 2022) och Eskilstuna konstmuseum (Enighetens färd, 2023). Han arbetar med långfilmen Tungomål och har producerat flera kortare videoverk som visats i samband med hans utställningar. Våren 2020 visade han Postcards from the North inom det större utställningsprojektet Untitled på Göteborgs Konsthall och medverkade i GIBCA-utställningen The Ghost ship and the Sea Change.

## Filmografi
- Erinra, 2015
- Brev till Sverige, 2017
- Wayraa, 2018
- Passion of Remembrance, 2020
- Stad nr 13, 2020
- Vanus Labor, 2021
- Postcards from the North, 2021
- Sylwan, 2022
- Tungomål (kommande)